# Champhai (stad)
Champhai is een census town in het district Champhai van de Indiase staat Mizoram. 

## Demografie
Volgens de Indiase volkstelling van 2001 wonen er 26.430 mensen in Champhai, waarvan 50% mannelijk en 50% vrouwelijk is. De plaats heeft een alfabetiseringsgraad van 80%. 